# Fanwood
Fanwood ist eine Stadt im Union County, New Jersey, USA. Das U.S. Census Bureau ermittelte bei der Volkszählung 2020 eine Einwohnerzahl von 7774.
Fanwood wurde im Jahr 1895 gegründet.

## Geographie
Die geographischen Koordinaten der Stadt sind 40°38'31" nördliche Breite und 74°23'7" westliche Länge.
Nach dem amerikanischen Vermessungsbüro hat die Stadt eine Gesamtfläche von 3,5 km², wobei keine Wasserflächen miteinberechnet sind.

## Demographie
Nach der Volkszählung von 2000 gibt es 7.174 Menschen, 2.574 Haushalte und 2.054 Familien in der Stadt. Die Bevölkerungsdichte beträgt 2.067,1 Einwohner pro km². 88,30 % der Bevölkerung sind Weiße, 5,14 % Afroamerikaner, 0,10 % amerikanische Ureinwohner, 4,39 % Asiaten, 0,03 % pazifische Insulaner, 0,79 % anderer Herkunft und 1,24 % Mischlinge. 3,74 % sind Latinos unterschiedlicher Abstammung.
Von den 2.574 Haushalten haben 38,5 % Kinder unter 18 Jahre. 70,0 % davon sind verheiratete, zusammenlebende Paare, 7,7 % sind alleinerziehende Mütter, 20,2 % sind keine Familien, 18,0 % bestehen aus Singlehaushalten und in 10,0 % Menschen sind älter als 65. Die Durchschnittshaushaltsgröße beträgt 2,76, die Durchschnittsfamiliengröße 3,13.
25,8 % der Bevölkerung sind unter 18 Jahre alt, 4,5 % zwischen 18 und 24, 31,3 % zwischen 25 und 44, 23,8 % zwischen 45 und 64, 14,7 % älter als 65. Das Durchschnittsalter beträgt 39 Jahre. Das Verhältnis Frauen zu Männer beträgt 100:91,2, für Menschen älter als 18 Jahre beträgt das Verhältnis 100:87,9.
Das jährliche Durchschnittseinkommen der Haushalte beträgt 85.233 USD, das Durchschnittseinkommen der Familien 99.232 USD. Männer haben ein Durchschnittseinkommen von 65.519 USD, Frauen 40.921 USD. Der Prokopfeinkommen der Stadt beträgt 34.804 USD. 3,4 % der Bevölkerung und 1,6 % der Familien leben unterhalb der Armutsgrenze, davon sind 2,6 % Kinder oder Jugendliche jünger als 18 Jahre und 6,5 % der Menschen sind älter als 65.